# 阿格拉姆鎮區 (明尼蘇達州莫里森縣)
阿格拉姆鎮區（英語：Agram Township）是位於美國明尼蘇達州莫里森縣的一個行政鎮區。

## 地方資料
阿格拉姆鎮區的面積為51.96平方千米，當中陸地面積為50.97平方千米，而水域面積為0.98平方千米。根據2020年美國人口普查的數據，當地共有人口561人，而人口密度為每平方千米10.8人。